# Riu Tuapsé
El Tuapsé - Туапсе (rus) - és un riu de muntanya amb molts afluents del krai de Krasnodar, a Rússia, al Caucas occidental. Discorre completament pel raion de Tuapsé i desemboca a la mar Negra a l'alçada de la ciutat de Tuapsé.
Neix als vessants meridionals del Caucas occidental. Els seus afluents més importants són el Txilipsi, el Peus, el Pxenakho i el Tsipka.
Travessa les viles d'Indiuk, Krivenkóvskoie, Gueórguiievskoie, Kirpítxnoie, Tsipka, Gretxeski, Kràsnoie, Messajai, Kholodni Rodnik, Prígorodni, Zarétxie i Tuapsé.
La vall del riu amb l'excepció de la seva desembocadura és estreta, amb vessants alts i costeruts. Les seves crescudes, generalment després de fortes pluges torrencials, són significatives, i dipositen una gran quantitat de material a la franja costanera. Forma part de rutes turístiques a causa de la bellesa dels boscs que cobreixen les muntanyes que travessa el riu.